# Sea Hero Quest
Sea Hero Quest é um jogo eletrônico de quebra-cabeça desenvolvido pela parceria entre duas universidades, Deutsche Telekom, Alzheimer's Research UK e a Glitchers Game para, através da coleta de dados sobre as habilidades de navegação ao ser jogado, ajudar na investigação científica. Sea Hero Quest é o primeiro jogo desenvolvido por pesquisadores de demência, que analisa como as pessoas navegam ambientes tridimensionais, que é uma das primeiras habilidades perdidas por aqueles que sofrem com a doença. Os pesquisadores acreditam que apenas 2 minutos jogando o jogo pode ser igual a horas de valiosa investigação sobre as causas da doença.
O jogo pode ser descarregado gratuitamente, tanto da App Store e Google Play.